# Koldingvej
 Koldingvej  er en knap 8 km lang, 2-sporet motortrafikvejsstrækning på primærrute 25 mellem den nordøstlige indfaldsvej til Vamdrup og Jels Troldkær.
Vejen starter i en rundkørsel vest for Kolding Lufthavn og føres derefter øst om Vamdrup. Den passerer Bavnevej hvor der er forbindelse til Vamdrup S samt et erhvervsområde. Derefter føres vejen videre og passerer Ny Østerbyvej hvorfra der er forbindelse til Østerby. Syd for Vamdrup passerer vejen over Vamdrup-Padborg-banen.
Motortrafikvejen ender ved landsbyen Jels Troldkær, og forsætter derefter som almindelig hovedlandevej mod Tønder. 
I Kolding og Vamdrup vil man godt have en opgradering af de sidste 4,5 km fra hovedlandevej til motortrafikvej.